# Cuizhuang (sockenhuvudort i Kina, Henan Sheng, lat 33,53, long 112,39)
Cuizhuang (kinesiska: 崔庄乡) är en sockenhuvudort i Kina. Den ligger i provinsen Henan, i den centrala delen av landet, omkring 180 kilometer sydväst om provinshuvudstaden Zhengzhou. Antalet invånare är 33 388. Befolkningen består av 15 321 kvinnor och 18 067 män. Barn under 15 år utgör 23,0 %, vuxna 15-64 år 68 %, och äldre över 65 år 8,0 %.
Runt Cuizhuang är det ganska tätbefolkat, med 185 invånare per kvadratkilometer. Närmaste större samhälle är Baitugang, 9,6 km söder om Cuizhuang. Trakten runt Cuizhuang består till största delen av jordbruksmark.
Genomsnittlig årsnederbörd är 886 millimeter. Den regnigaste månaden är september, med i genomsnitt 152 mm nederbörd, och den torraste är januari, med 5 mm nederbörd.